# Amazon Echo

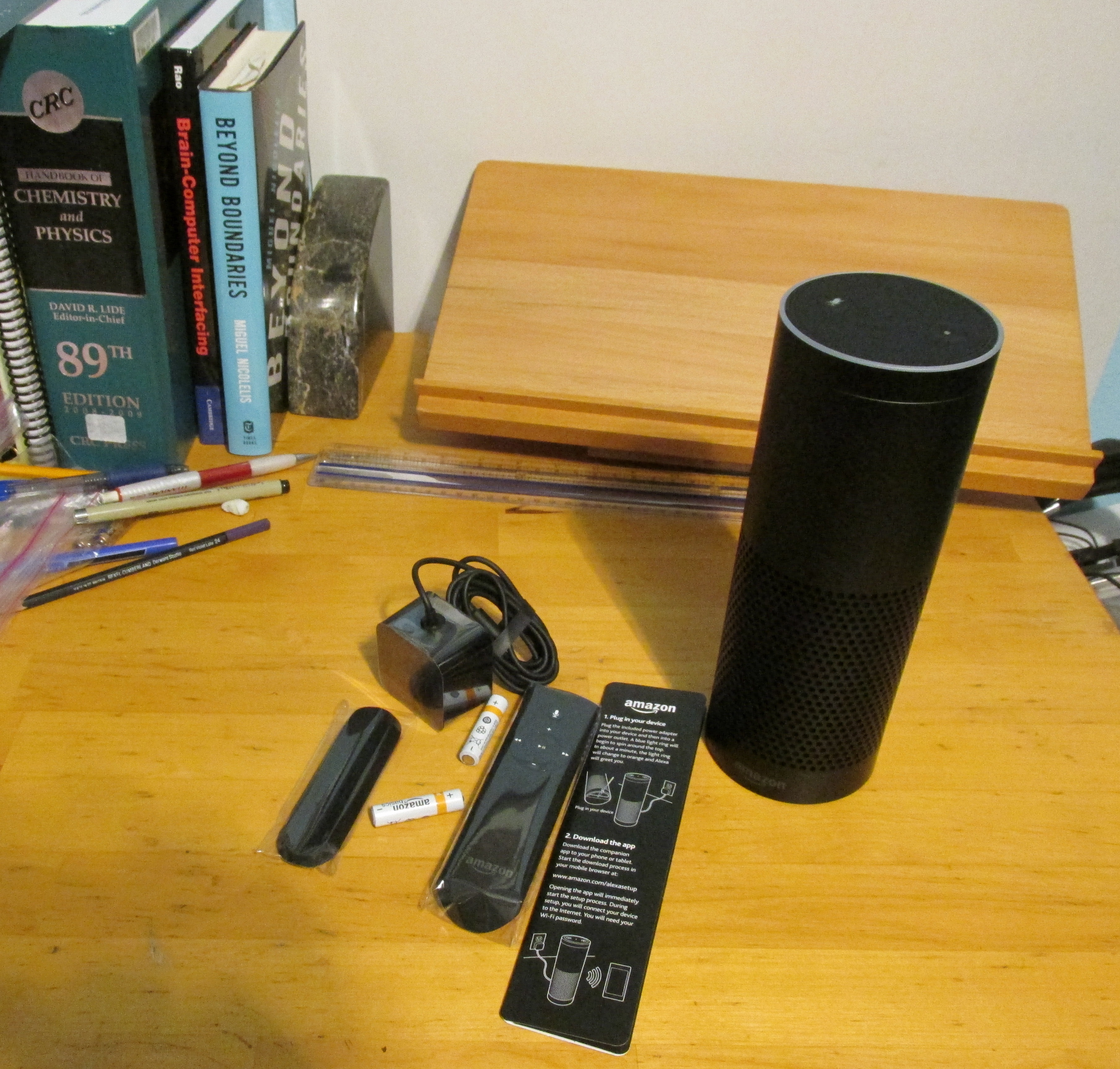
Amazon Echo

Amazon Echo és un altaveu intel·ligent comercialitzat per Amazon amb funcions, inclosa la resposta a preguntes i la reproducció de música. El dispositiu consisteix en un cilindre gran de 9 polzades (23 cm), amb una matriu de sensors amb micròfons i altaveus que inclouen un woofer/tweeter amb un control remot. L'aparell pot ser connectat a aparells domòtics que poden així ser controlats per la veu humana. El dispositiu respon al nom d'"Alexa".
Amazon ha estat desenvolupant Echo en el seu Lab126 des les seves instal·lacions a Silicon Valley i Cambridge, Mass., durant uns 4 anys. El dispositiu, també anomenat 'Doppler' o 'Project D', va ser part del primer intent d'Amazon per ampliar el seu mercat de dispositius iniciat amb l'original Kindle eReader.
El maquinari de l'Echo inclou un processador Texas Instruments DM3725 ARM CortexA8, 256MB de LPDDR1 RAM i un espai d'emmagatzematge de 4GB. La connectivitat és proveïda per doble banda Wi-Fi 802.11a/b/g/n.
La funcionalitat d'Echo periòdicament evoluciona quan Amazon en publica noves versions. La majoria de les actualitzacions del programari inclouen solucions d'errors i alguna funcionalitat millorada. Les noves versions són presentades en dispositius de forma gradual pel que pot trigar dies, setmanes o més en presentar actualitzacions en algun tipus de dispositiu específic.

## Disponibilitat[calcitació]
| Zona                             | Data de disponibilitat |
| -------------------------------- | ---------------------- |
| Membres Amazon Prime i convidats | 6 de novembre de 2014  |
| Estats Units                     | 23 de juny de 2015     |
| Regne Unit                       | 28 de setembre de 2016 |
| Alemanya                         | 26 d'octubre de 2016   |
| França                           | 13 de juny de 2018     |